# Peugeot 208 (2012)
La Peugeot 208 di prima generazione è un'autovettura, prodotta dal 2012 al 2019 dalla casa automobilistica francese Peugeot.

## Storia e profilo

### Esordio

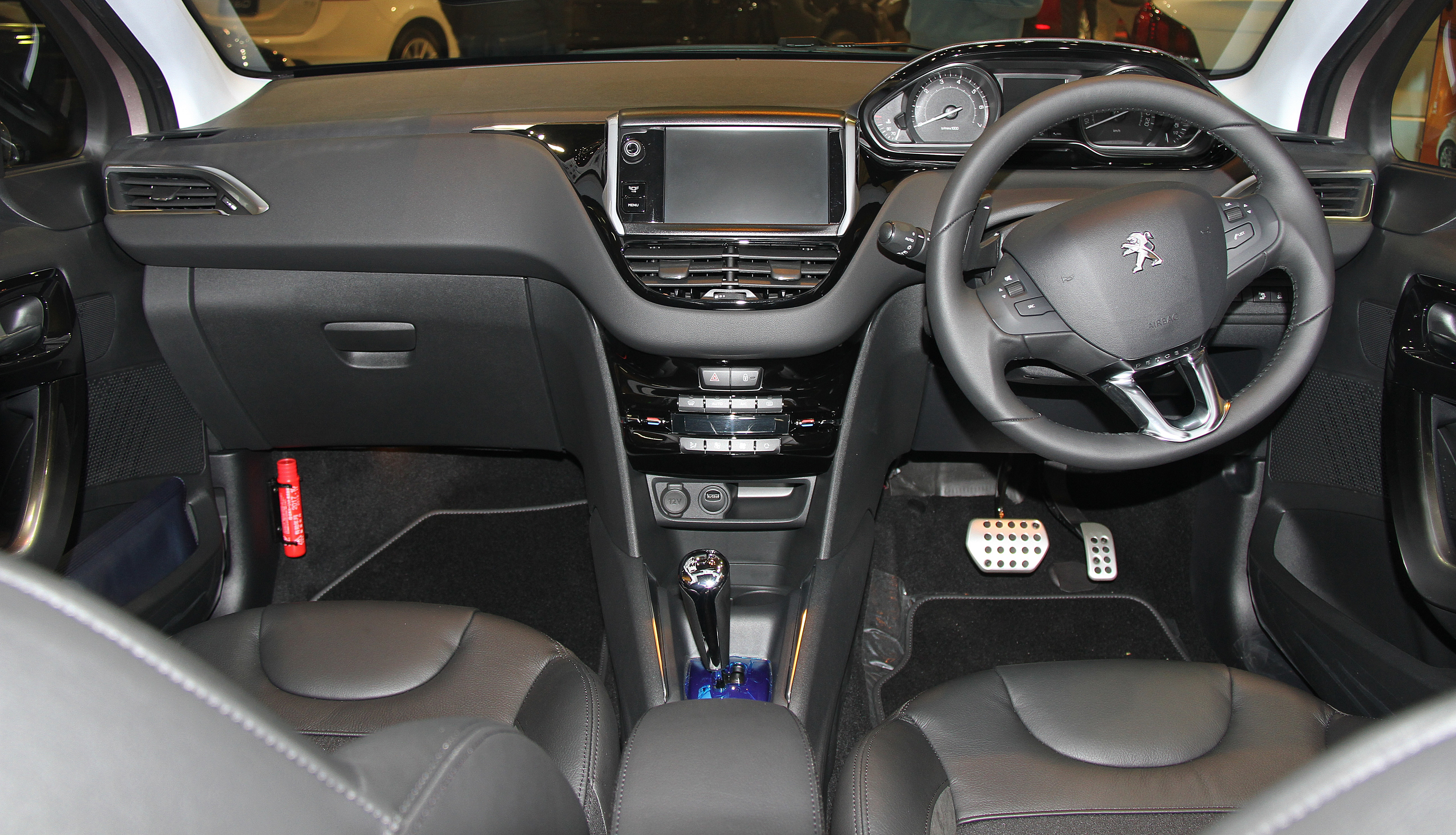
Il posto guida di una 208 con guida a destra

La 208 nasce dal progetto A9, avviato alla fine del 2007: il compito di tracciare le linee della nuova vettura fu affidato al team diretto da Gilles Vidal, il direttore del design Peugeot. All'inizio dell'anno seguente furono già pronti i primi abbozzi e cinque tra le soluzioni prese in considerazione furono sottoposte al vaglio di Gilles Vidal. In primavera i progetti selezionati divennero tre e quello definitivo venne scelto nel mese di settembre del 2008. All'inizio del 2009 cominciò la fase di industrializzazione, mentre nei mesi seguenti vennero apportate ulteriori piccole modifiche alla carrozzeria e agli interni. Anche questi aspetti, però, trovarono la loro definitiva fase di congelamento all'inizio del 2010, mentre pochi mesi dopo venne realizzato il primo modellino in scala 1:1.
Le prime foto ufficiali della Peugeot 208 sono state pubblicate su internet nel mese di novembre del 2011 mentre la presentazione ufficiale è avvenuta a marzo 2012, al Salone dell'automobile di Ginevra, con la commercializzazione avviata nelle settimane seguenti.

### Design
Il disegno della linea del corpo vettura della 208 porta la firma di Pierre Authier, a cui Gilles Vidal affidò a suo tempo la responsabilità del design esterno. Gli interni sono invece opera di Adam Bazydlo.
Per quanto riguarda il corpo vettura in generale, la 208 è caratterizzata da dimensioni inferiori rispetto alla sua antenata 207 (circa 7 cm in meno), ma il passo rimane invariato e aumenta lo spazio per i passeggeri posteriori di 5 cm. È stato migliorato anche l'aspetto aerodinamico: la vettura presenta un Cx di 0,29. Dal punto di vista estetico, la 208 propone stilemi di rottura con la precedente 207: il frontale, con la sua nuova "bocca", riprende quanto già visto l'anno prima sulla 508, ma i tratti vengono ammorbiditi. I gruppi ottici anteriori propongono un taglio non lineare, specie nell'estremità esterna, dove vanno a sconfinare nei parafanghi e assumono un disegno a doppia punta. Il paraurti anteriore presenta fendinebbia circolari integrati e una lama inferiore, soluzione stilistica nuova in casa Peugeot.
La vista laterale mostra differenze significative tra la versione a 3 e a 5 porte. La parte anteriore è invariata per le due varianti e mostra passaruota pronunciati, sullo stile di quanto già visto sulla 207, mentre a partire da questi ha origine una nervatura longitudinale che percorre tutta la zona sottoporta. Una seconda nervatura sale dal punto di origine della prima e corre anch'essa longitudinalmente toccando le maniglie porta. Quest'ultima nervatura è più visibile nella versione a 3 porte che in quella a 5. 
La linea di cintura piuttosto alta è caratterizzata anteriormente da una sorta di "scalino" dove trova posto il montante dello specchietto retrovisore esterno. Tra le due varianti cambia la parte posteriore delle superfici vetrate, ma la 3 porte è inoltre caratterizzata da una sorta di fregio cromato sul montante posteriore, ispirato dall'antenata Peugeot 205. Simile tra le due varianti è anche la coda, dove trovano posti dei nuovi gruppi ottici a forma di "C", un portellone dalla linea di battuta di forma trapezoidale; Il paraurti è bombato e massiccio e spinge la soglia di carico molto in alto.
Gli interni sono caratterizzati da un display centrale touch-screen, una plancia molto spoglia e un piccolo volante largo appena 35 cm. La riduzione degli ingombri esterni non ha penalizzato la capacità del bagagliaio, che è di 285 litri, 15 in più della 207.

### Struttura e motori
La struttura della 208 prevede una traversa deformabile integrata nella parte anteriore della struttura portante. La vettura pesa mediamente tra i 110 e i 173 kg in meno rispetto a quella della 207: ciò è stato possibile non solo riducendo gli ingombri, ma anche e soprattutto grazie all'utilizzo di materiali moderni e leggeri, come gli acciai ad alta resistenza, le lamiere a elevato limite elastico e le leghe leggere, oltre che la plastica. In lega leggera (tranne il basamento) è realizzato pure il nuovo propulsore di base, un inedito tre cilindri appartenente alla nuova famiglia EB, che arriva a pesare appena 73 kg.

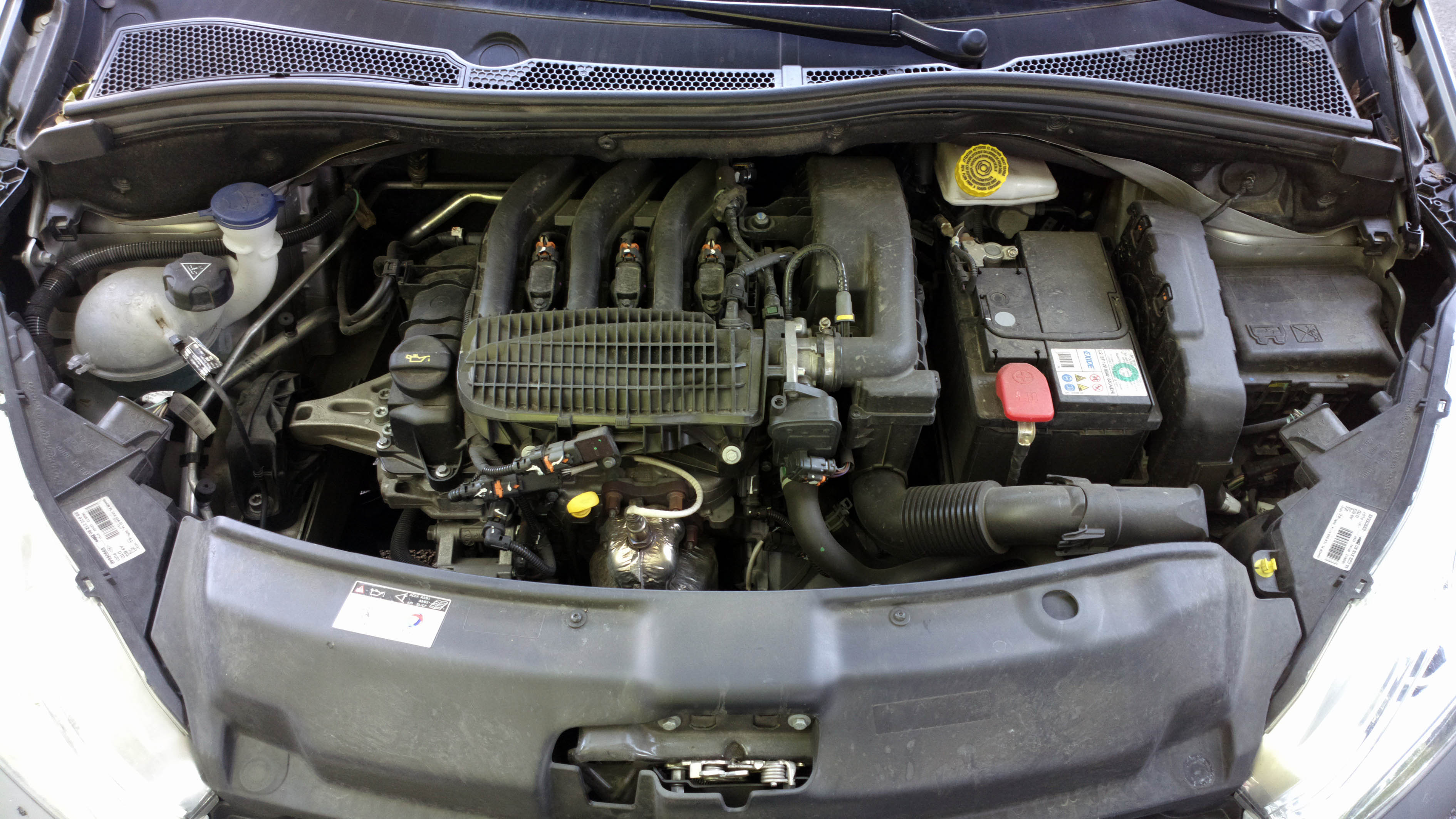
Motore 1.2 VTi da 82 CV di una 208

L'avantreno è di tipo pseudo-MacPherson, mentre il retrotreno è a traversa deformabile; l'impianto frenante è di tipo misto (dischi all'avantreno e tamburi al retrotreno) per le versioni di base, mentre comprende dischi sulle quattro ruote per le versioni più ricche.
La gamma motoristica della 208 al suo esordio prevede sei motori, di cui tre a benzina e tre a gasolio:
- 1.2 VTi: è il nuovo benzina tre cilindri EB, della cilindrata di 1 199 cm³ e della potenza massima di 82 CV;
- 1.4 VTi: è la versione di base della famiglia Prince, un motore a benzina della cilindrata di 1 397 cm³ e della potenza massima di 95 CV;
- 1.6 VTi: altro esponente della famiglia Prince, questo motore ha una cilindrata di 1 598 cm³ e una potenza massima di 120 CV;
- 1.4 HDi: è la motorizzazione a gasolio di base, con una cilindrata di 1 398 cm³ e una potenza di 68 CV;
- 1.4 e-HDi: come la precedente, ma con in più il sistema Start&Stop integrato;
- 1.6 e-HDi: anche questa motorizzazione vanta il sistema Start&Stop integrato, ma dispone di una cilindrata maggiore (1 560 cm³) e di due livelli di potenza massima, 92 e 114 CV.

Tre le varianti di cambio: quasi tutte le versioni montano di serie un manuale a 5 marce, tranne la 1.6 e-HDi da 114 CV, che è equipaggiata con un manuale a 6 marce, mentre la e-HDi da 92 CV e la 1.4 e-HDi, che montano invece un automatico robotizzato a 6 e 5 marce.

## Evoluzione

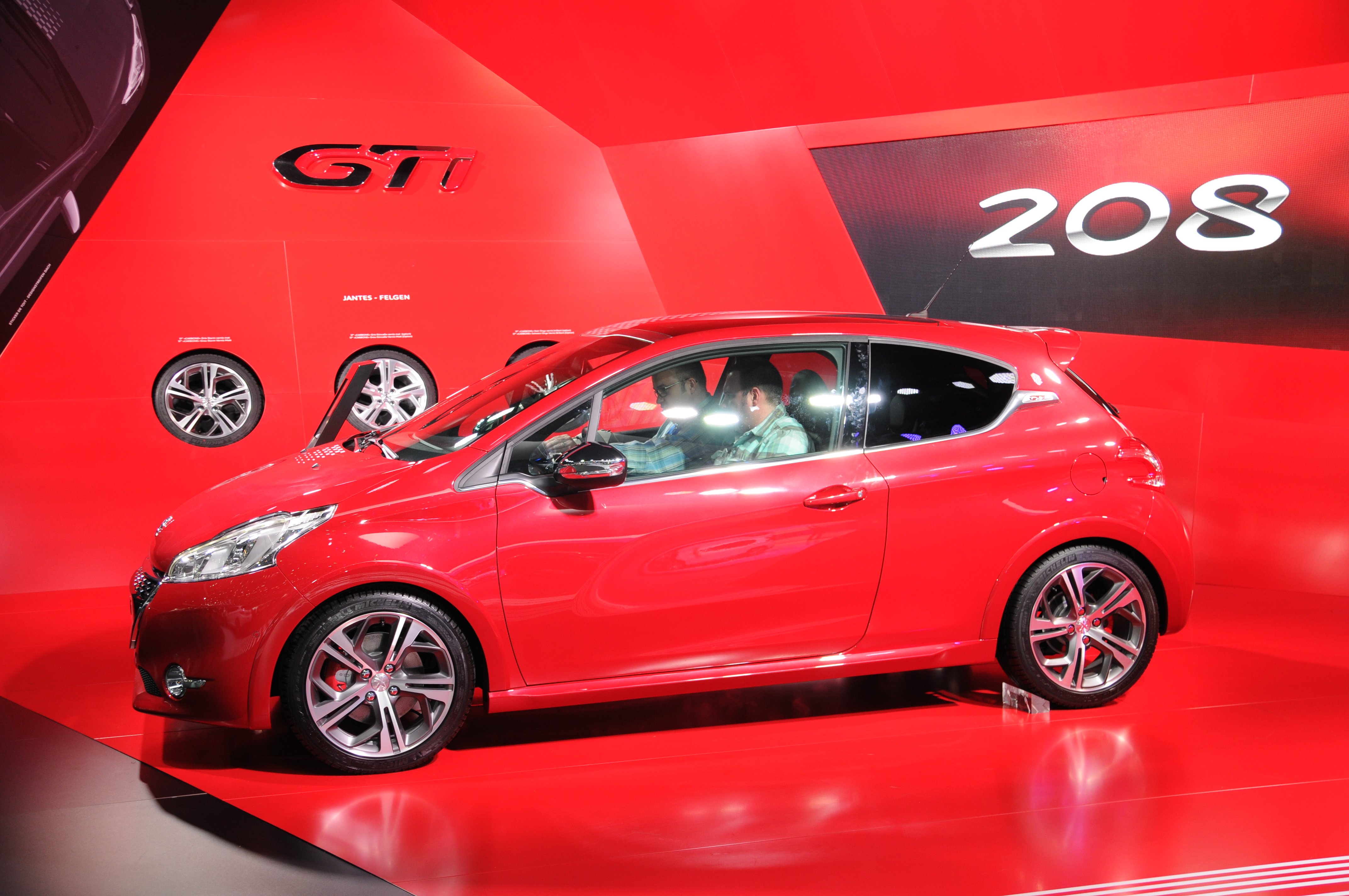
La Peugeot 208 GTi

La produzione è stata avviata all'inizio del 2012 negli stabilimenti francesi di Mulhouse e Poissy, nonché in quello di Trnava, in Slovacchia. Con l'arrivo della 208, la gamma della Peugeot viene a convivere con altri due modelli della serie 20x: la 206 Plus e la 207, anche se solo per pochi mesi (alla fine del 2012 la 206 Plus' sparirà dai listini sostituita dalla 207 Plus). Al momento dell'esordio, hanno cominciato a circolare le prime immagini relative alla futura versione sportiva di punta, che verrà denominata GTI e che è stata presentata al pubblico come concept al Salone dell'automobile di Parigi nel settembre del 2012.
All'inizio di marzo del 2013, la gamma si estende verso il basso con l'arrivo della 208 1.0 12v, spinta dal tre cilindri EB0 da 999 cm³ con 68 CV di potenza.

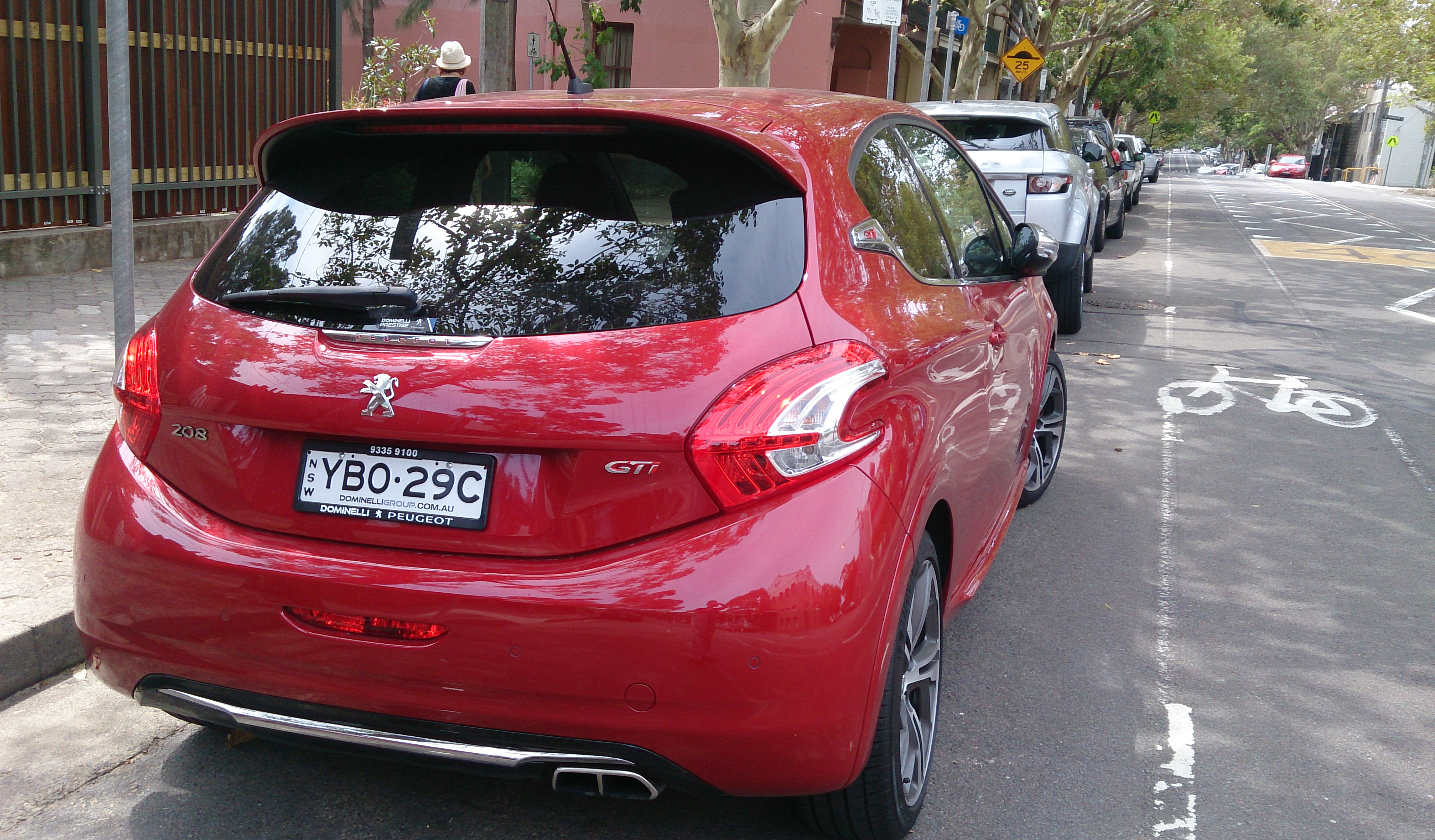
Peugeot 208 GTi, vista posteriore

Al successivo Salone dell'automobile di Ginevra viene svelata la versione definitiva della 208 GTI, spinta da un 1.6 THP da 200 CV, lo stesso della RCZ THP200 (all'epoca ancora la top di gamma prima dell'arrivo della R), con in più il cambio a 6 marce con rapporti accorciati. Ad aprile fa la sua apparizione nei listini un nuovo livello di allestimento, denominato XY e già anticipato l'anno prima a Parigi assieme alla concept GTI. L'allestimento XY è caratterizzato da una dotazione più ricca ed è previsto unicamente con verniciatura viola metallizzato e in abbinamento con il 1.6 THP da 156 CV oppure con i due 1.6 e-HDi da 92 e da 115 CV. Nel mese di luglio viene introdotto un nuovo allestimento, denominato semplicemente S e riservato alla 208 con motore 1.2 VTi.

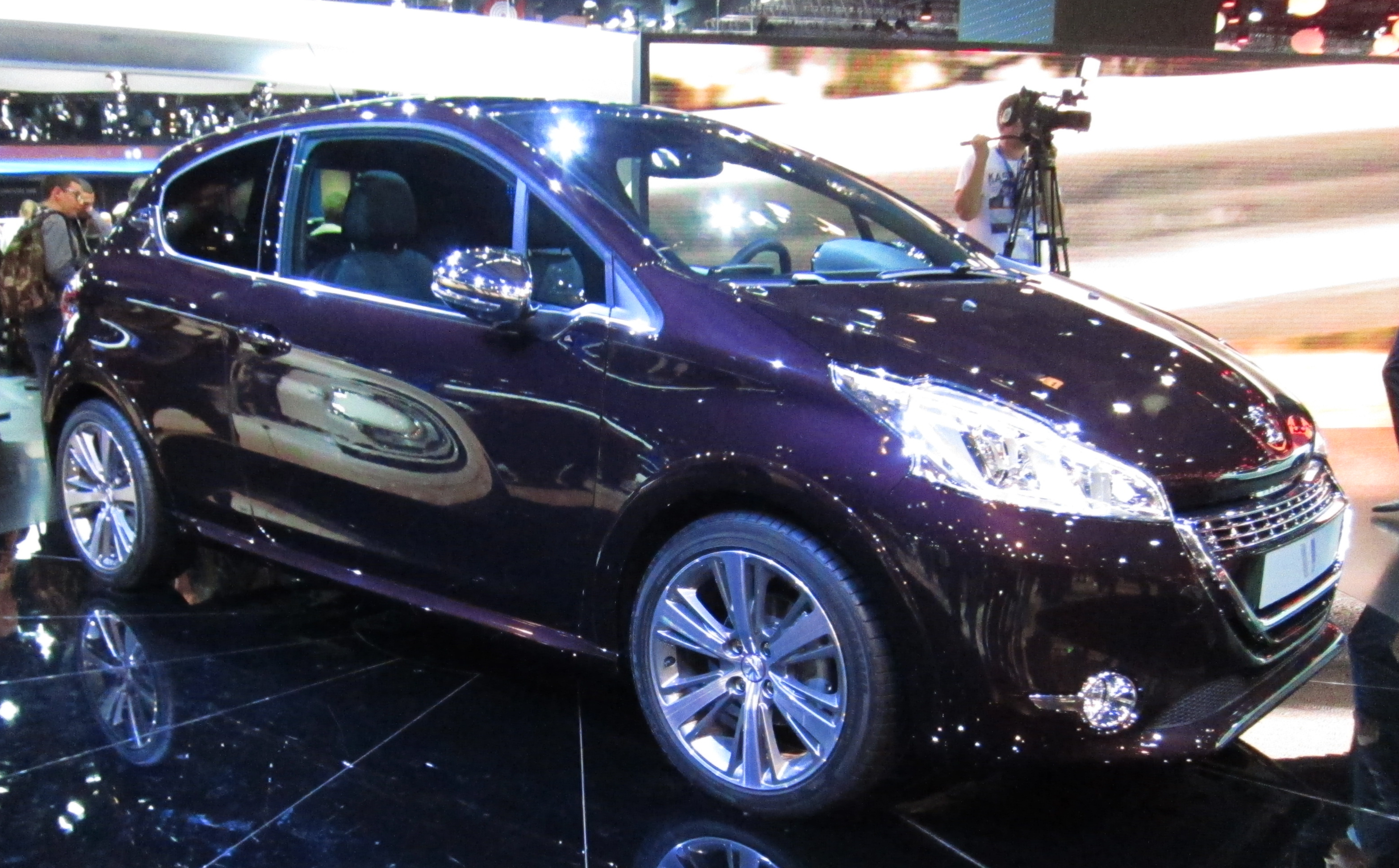
Una 208 XY, l'allestimento più lussuoso della gamma d'esordio

Al Salone dell'automobile di Francoforte viene presentata una concept car basata sulla 208, denominata 208 Hybrid Concept FE, che presenta un alleggerimento complessivo del peso di 200 kg grazie all'impiego di materiali compositi e policarbonato. La vettura è stata inoltre resa più bassa e aerodinamica, e sono stati introdotti pneumatici con bassa resistenza al rotolamento e cerchi in lega specifici per ottimizzare i consumi. Meccanicamente, è stato inserito un propulsore tre cilindri da 1 litro di cilindrata, abbinato a un motore elettrico e a uno slot batteria ereditato dalle vetture impiegate per le competizioni di durata. Tale configurazione permette un passaggio da 0 a 100 km/h in 8 secondi, registrando emissioni di 49 g di CO2 per km.
Nel frattempo viene cancellata dal listino la motorizzazione a benzina da 1.4 litri e, solo per alcuni mercati tra cui quello italiano, viene tolto di listino il 1.6 VTi da 120 CV. Nel mese di novembre la gamma si arricchisce con l'arrivo della 208 1.2 e-VTi, equipaggiata con quella che può essere definita la tecnologia dei motori e-HDi, ma applicata a un motore a benzina. Tale tecnologia prevede l'utilizzo dello stesso sistema Stop&Start evoluto dei motori e-HDi, con in più l'aggiunta di un cambio robotizzato a 5 rapporti che gestisce in maniera più efficiente la scelta dei rapporti di cambiata più opportuni. Il motore è lo stesso 1.2 EB2 già montato sulla 208. A dicembre il 1.4 VTi ritorna nella gamma, ma in versione bi-fuel, a equipaggiare la 208 GPL, prima della serie con alimentazione a gas. Il suo motore mantiene le stesse caratteristiche di erogazione della precedente versione alimentata a sola benzina.
Nel 2014, presso il Goodwood Festival of Speed, venne presentata la GTi 30th Anniversary. Realizzata per ricordare i 30 anni dall'immissione sul mercato del marchio GTi da parte della Peugeot, era dotata di un propulsore 1.6 turbo THP da 208 CV con 300 Nm di coppia gestito da un cambio a 6 marce. Ciò permetteva un'accelerazione da 0 a 100 km/h in 6,5 secondi. Per migliorare la maneggevolezza del mezzo era stato impiantato un differenziale Torsen a slittamento limitato. Esteriormente presentava una nuova livrea bicolore e nuovi cerchi in lega da 18" dotati di pneumatici sportivi Michelin Pilot Super Sport 205/40 ZR 18.

### Restyling 2015

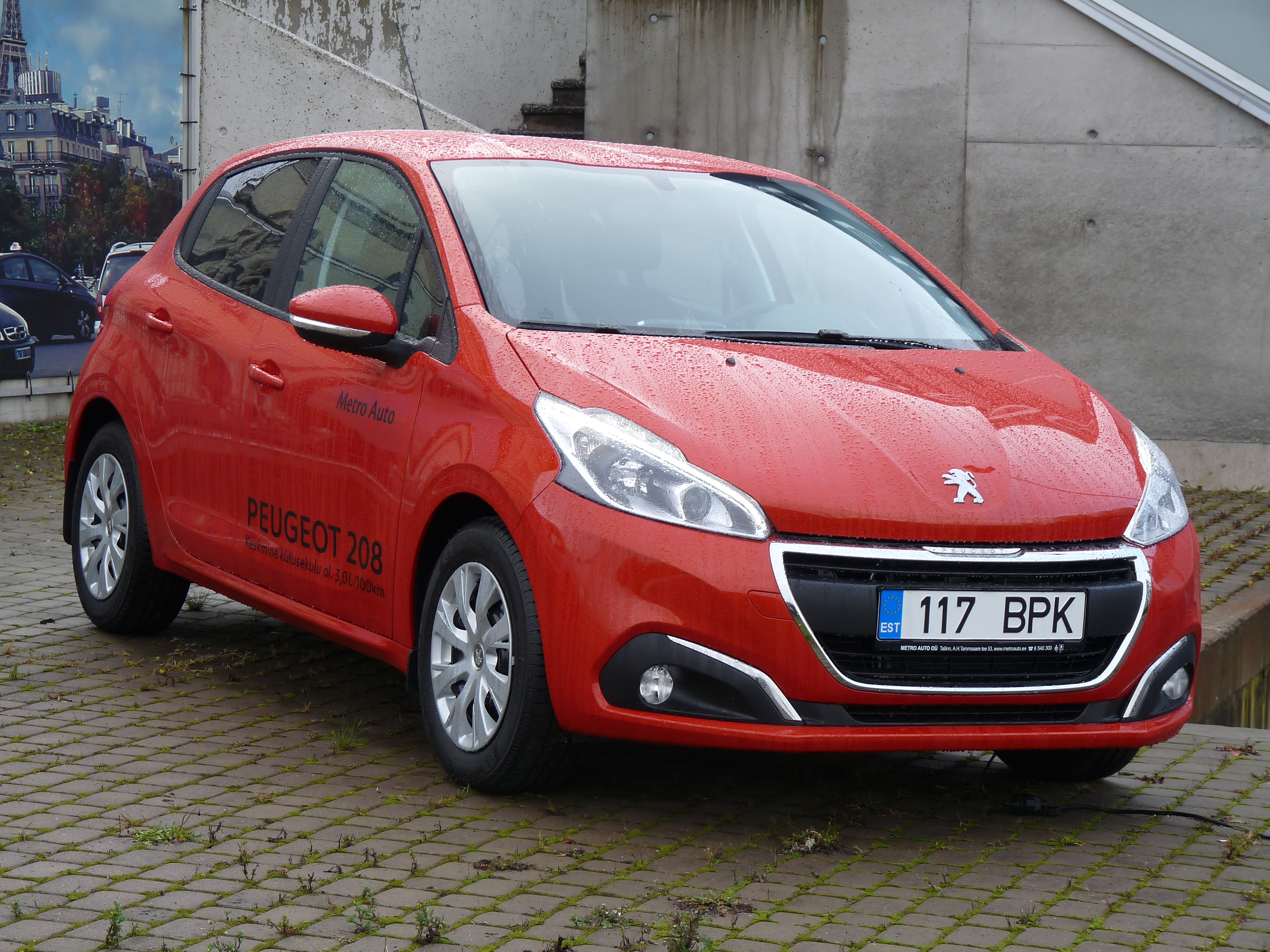
Peugeot 208 restyling 2015

L'esaurimento della tiratura limitata di esemplari della GTi 30th Anniversary ha coinciso nella primavera del 2015 con l'arrivo della versione restyling, presentata a Ginevra e lanciata sul mercato poco tempo dopo. I cambiamenti estetici sono stati piuttosto discreti: il frontale è stato leggermente ridisegnato nella calandra e nel paraurti, che ora sfoggia un nuovo alloggiamento per i faretti fendinebbia. Gli allestimenti di livello superiore comprendono anche nuovi cerchi e gruppi ottici rinnovati con l'arrivo della tecnologia a led e con un'impostazione cromatica degli stessi a due toni. Per quanto riguarda le motorizzazioni, si ha l'arrivo del 1.2 turbo da 110 CV, mentre la versione GTi riceve l'unità da 208 CV che fino a quel momento era montata sulla versione limitata 30th Anniversary. Scompare inoltre il 1.6 THP da 156 CV, già da tempo fuori listino in alcuni mercati esteri, e che solo in alcuni mercati fra cui quello francese viene sostituito da un motore di pari cilindrata, sempre sovralimentato, ma con potenza massima di 165 CV. Sul fronte dei diesel scompaiono tutte le unità fino a quel momento proposte, per far posto al 1.6 BlueHDi declinato in tre livelli di potenza, ossia 75, 100 e 120 CV.
Nell'autunno del 2016, la 208 con il tricilindrico da un litro è stata pensionata in favore di una versione equipaggiata con una variante depotenziata del già noto 1.2, variante che garantisce fra l'altro una miglior erogazione di coppia motrice. Nel corso del 2018, la 208 a gasolio viene dotata del nuovo propulsore 1.5 BlueHDi 16 valvole da 100cv e 250 Nm di coppia massima, in sostituzione del 1.6, capace di rispettare la nuova normativa 6d-temp oltre ad equipaggiare anche l'erede. La produzione della prima generazione della 208 termina nel 2019 nello stabilimento di Trnava e nel 2020 nello stabilimento di Poissy da dove, nel mese di settembre, escono gli ultimi esemplari. La generazione successiva (2019) non verrà più prodotta in Francia.

## Riepilogo caratteristiche
| Modello | Motore     | Cilindrata cm³ | Alimentazione                             | Potenza CV/rpm | Coppia Nm/rpm  | Cambio/ Nº rapporti        | Freni (ant./post.) | Massa a vuoto (kg) | Velocità max (km/h) | Acceler. 0–100 km/h | Consumo (l/100 km) | Emissioni CO2 (g/km) | Anni di produzione |
| Versioni a benzina |            |                |                                           |                |                |                            |                    |                    |                     |                     |                    |                      |                    |
| 208 1.0 VTi1 | EB0        | 999            | Iniezione indiretta                       | 68/6000        | 95/3000        | Manuale 5 marce            | D/T                | 960                | 165                 | 14"                 | 4,4                | 102                  | 03/2013-08/2016    |
| 208 1.2 PureTech | EB2        | 1199           | Iniezione indiretta                       | 82/5750        | 118/2750       | Manuale 5 marce            | D/T                | 960                | 163                 | 14"                 | 4,3                | 102                  | 09/2016-09/2020    |
| 208 1.2 VTi1 | EB2        | 1199           | Iniezione indiretta                       | 82/5750        | 118/2750       | Manuale 5 marce            | D/T                | 960                | 175                 | 12"2                | 4,5                | 104                  | 03/2012-08/20162   |
| 208 1.2 e-VTi | EB2 e-VTI  | 1199           | Iniezione indiretta                       | 82/5750        | 118/2750       | Robotizzato ETG5 a 5 marce | D/T                | 965                | 178                 | 15"9                | 4,1                | 95                   | 11/2013-03/20152   |
| 208 1.2 PureTech Turbo | EB2DT      | 1199           | Iniezione diretta turbo                   | 110/5500       | 205/1500       | Manuale 5 marce            | D/D                | 1.060              | 190                 | 9"6                 | 4,5                | 103                  | 04/2015-09/2020    |
| 208 1.4 VTi | EP3        | 1397           | Iniezione indiretta                       | 95/6000        | 136/4000       | Manuale 5 marce            | D/D                | 1.070              | 188                 | 10"5                | 5,6                | 129                  | 03/2012-09/2013    |
| 208 1.6 VTi | EP6        | 1598           | Iniezione indiretta                       | 120/6000       | 160/4250       | Manuale 5 marce            | D/D                | 1.090              | 190                 | 9"9                 | 5,8                | 134                  | 03/2012-04/20153   |
| 208 1.6 THP | EP6CDT     | 1598           | Iniezione diretta + turbocompressore      | 156/6000       | 260/1750       | Manuale 6 marce            | DA/D               | 1.090              | 215                 | 7"3                 | 5,8                | 135                  | 03/2012-04/2015    |
| 208 1.6 THP | EP6FDT     | 1598           | Iniezione diretta + turbocompressore      | 165/6000       | 240/ 1750-4000 | Manuale 6 marce            | DA/D               | 1.140              | 218                 | 7"4                 | 5,6                | 129                  | 04/2015-05/20164   |
| 208 1.6 GTi | EP6CDTX    | 1598           | Iniezione diretta + turbocompressore      | 200/5800       | 275/1700       | Manuale 6 marce            | DA/D               | 1.160              | 230                 | 6"8                 | 6                  | 139                  | 04/2013-03/2015    |
| 208 1.6 GTi | EP6FDTX    | 1598           | Iniezione diretta + turbocompressore      | 208/5500       | 300/1700       | Manuale 6 marce            | DA/D               | 1.160              | 230                 | 6"5                 | 5,4                | 125                  | 04/2015-04/2018    |
| 208 1.6 GTi 30th Anniversary | EP6FDTX    | 1598           | Iniezione diretta + turbocompressore      | 208/5500       | 300/1700       | Manuale 6 marce            | DA/D               | 1.160              | 230                 | 6"5                 | 6                  | 125                  | 11/2014-03/2015    |
| Versioni a gasolio |            |                |                                           |                |                |                            |                    |                    |                     |                     |                    |                      |                    |
| 208 1.4 HDi | DV4C       | 1398           | Turbodiesel iniezione diretta common rail | 68/4000        | 160/1750       | Manuale 5 marce            | D/T                | 1.050              | 163                 | 13"5                | 3,8                | 98                   | 03/2012-04/2015    |
| 208 1.4 e-HDi | DV4C e-HDi | 1398           | Turbodiesel iniezione diretta common rail | 68/4000        | 160/1750       | Robotizzato ETG5 a 5 marce | D/T                | 1.060              | 165                 | 16"2                | 3,4                | 87                   | 03/2012-04/2015    |
| 208 1.6 BlueHDi 75 | DV6FETED   | 1560           | Turbodiesel iniezione diretta common rail | 75/3750        | 230/1750       | Manuale 5 marce            | D/T                | 1.065              | 171                 | 13"3                | 3,5                | 90                   | 04/2015-12/2018    |
| 208 1.6 e-HDi (92CV) | DV6D e-HDi | 1560           | Turbodiesel iniezione diretta common rail | 92/4000        | 230/1750       | Manuale 5 marce            | D/D                | 1.080              | 185                 | 10"9                | 3,8                | 98                   | 03/2012-04/2015    |
| 208 1.6 BlueHDi 100 | DV6FDTED   | 1560           | Turbodiesel iniezione diretta common rail | 100/3750       | 254/1750       | Manuale 5 marce            | D/D                | 1.090              | 187                 | 10"7                | 3,4                | 79                   | 04/2015-12/2018    |
| 208 1.6 e-HDi (115CV) | DV6C e-HDi | 1560           | Turbodiesel iniezione diretta common rail | 115/3600       | 270/1750       | Manuale 6 marce            | D/D                | 1.090              | 190                 | 9"7                 | 3,8                | 99                   | 03/2012-04/2015    |
| 208 1.6 BlueHDi 120 | DV6FC      | 1560           | Turbodiesel iniezione diretta common rail | 120/3500       | 285/1750       | Manuale 6 marce            | D/D                | 1.125              | 190                 | 9"4                 | 3,6                | 94                   | 04/2015-12/2018    |
| 208 1.5 BlueHDi 100 | DV5RD      | 1499           | Turbodiesel iniezione diretta common rail | 100/3500       | 250/1750       | Manuale 6 marce            | D/D                | 1.155              | 188                 | 10"5                | 3,7                | 97                   | 06/2018-12/2018    |
| 208 1.5 BlueHDi 100 | DV5RD      | 1499           | Turbodiesel iniezione diretta common rail | 100/3500       | 250/1750       | Manuale 5 marce            | D/D                | 1.155              | 188                 | 10"5                | 3,5                | 90                   | 01/2019-09/2020    |
| Versioni bi-fuel |            |                |                                           |                |                |                            |                    |                    |                     |                     |                    |                      |                    |
| 208 1.2 GPL | EB2        | 1199           | Iniezione indiretta + GPL                 | 82/5750        | 118/2750       | Manuale 5 marce            | D/T                | 985                | 175                 | 12"2                | 6,4                | 103                  | 06/2015-03/20195   |
| 208 1.4 GPL | EP3        | 1397           | Iniezione indiretta + GPL                 | 95/6000        | 136/4000       | Manuale 5 marce            | D/D                | 995                | 188                 | 10"5                | 5,6                | 129                  | 12/2013-04/2015    |
| Note: 1A partire dalla primavera del 2015, la sigla VTi utilizzata per i motori tricilindrici cambia in PureTech 2Con l'arrivo del restyling, nella primavera del 2015, la 208 1.2 e-VTi viene tolta dal listino e al suo posto viene proposta la 1.2 con cambio automatico sequenziale a 5 rapporti (optional), ma non per il mercato italiano 3Fino al 09/2013 per il mercato italiano 4Non per il mercato italiano 5Per il mercato italiano solo a partire dal giugno 2016 |            |                |                                           |                |                |                            |                    |                    |                     |                     |                    |                      |                    |

## Attività sportiva

### Peugeot 208 T16 Pikes Peak

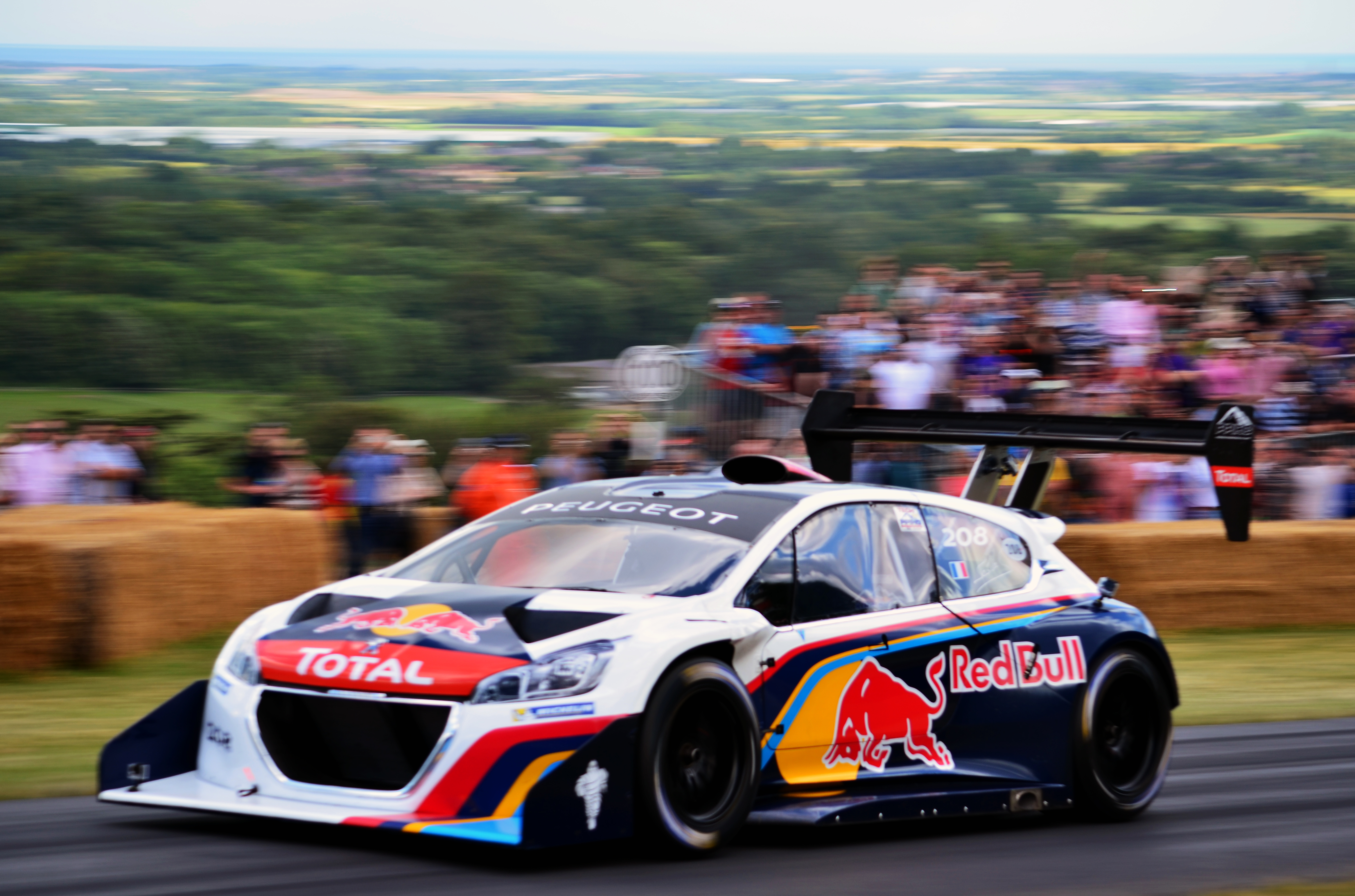
Una Peugeot 208 T16 in azione a Festival di Goodwood 2014 guidata da Sébastien Loeb

Si tratta di una versione della 208 appositamente preparata e ideata per la cronoscalata Pikes Peak International Hill Climb. Sébastien Loeb l'ha utilizzata il 30 giugno 2013 per fare il nuovo record di questa competizione, percorrendo il percorso in 8 minuti 13 secondi e 878 millesimi, migliorando di 1 minuto e 33 secondi il record stabilito l'anno precedente dal neozelandese Rhys Millen. La 208 T16 Pikes Peak è diventata il primo veicolo a completare la corsa in un tempo inferiore ai 9 minuti.
Costruita con molti pezzi provenienti da diversi progetti e prototipi da competizione della Peugeot (tra cui la 908 HDi FAP, la 908 e la Pescarolo-Peugeot), questa 208 è ben lontana dal modello di produzione. Il suo motore è un 3.2 litri V6 biturbo da 875 CV, che con un peso vettura di soli 875 kg, fa sì che il rapporto peso/potenza sia uguale a 1. Questo valore è ottenuto attraverso un telaio in fibra di carbonio tubolare, distribuzione dei pesi uguale sui due assi e una posizione del motore nella parte centrale-posteriore della vettura. Inoltre ha anche gli assali, i freni, le prese d'aria, l'autotelaio derivati dalla 908, mentre il grande spoiler posteriore largo 2 metri deriva da quello della 908 HDi FAP; gli pneumatici sono Michelin e sono derivati dal campionato endurance e la trazione è sulle quattro ruote motrici.
Anche se la sigla T16 significa "Turbo 16 valvole," questo non è il caso del motore della 208 T16 Pikes Peak in quanto ha un propulsore V6 biturbo con 24 valvole (4 valvole per ognuno dei suoi sei cilindri). Il suo nome si riferisce e richiama alle sue illustre predecessori e antenate quali la 205 Turbo 16 e la 405 Turbo 16.

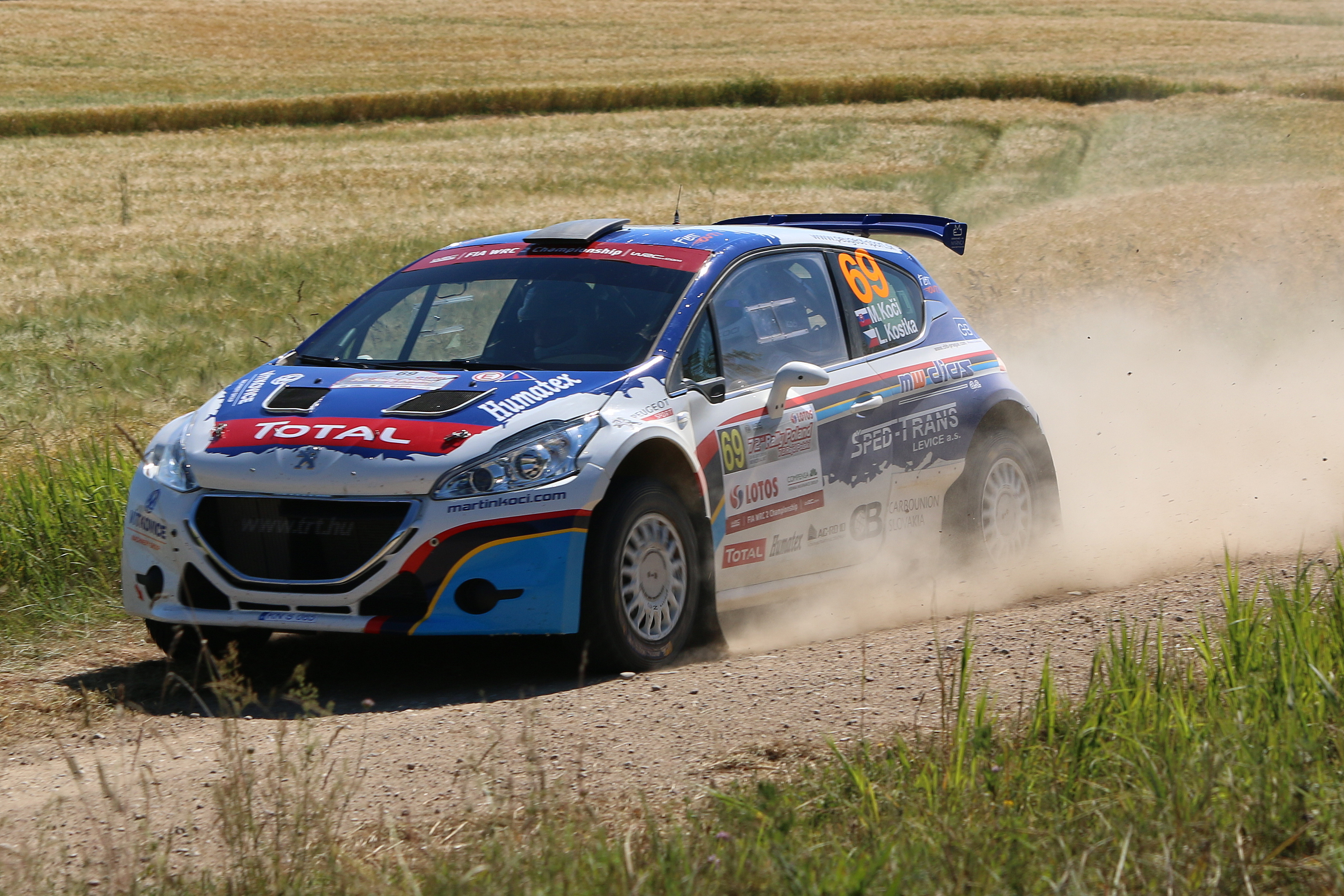
Peugeot 208 T16 in azione in Polonia

### Peugeot 208 T16
La versione sportiva della 208 dedicata alle competizioni rallystiche regionali, nazionali e europee si chiama 208 T16. Ha fatto la sua comparsa nel mondo dei rally nel luglio 2013 ed è omologata per la classe R5. È regolarmente utilizzata dai piloti ufficiali Peugeot nel Campionato europeo rally (ERC). Monta un motore benzina 4 cilindri in linea turbo da 1598 cm3 con potenza massima di 280 CV e coppia massima di 400 Nm; monta un cambio sequenziale a 5 marce e ha un peso a vuoto di 1200 kg. Monta un kit carrozzeria con un piccolo alettone anteriore e un piccolo alettone posteriore.

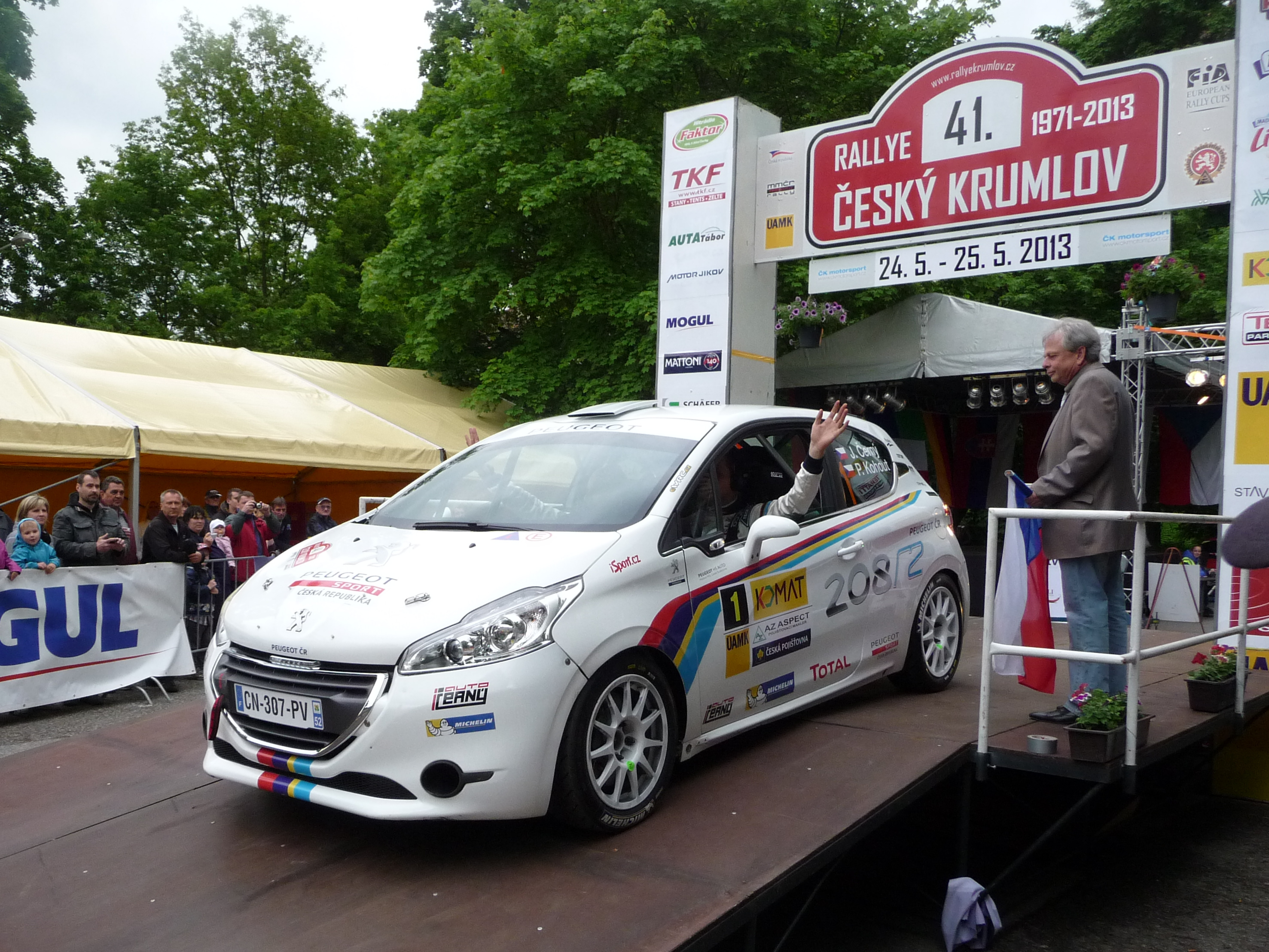
Peugeot 208 R2

### Peugeot 208 R2
Un'altra versione meno potente si chiama Peugeot 208 R2. Ha un motore aspirato da 1598 cm³ con potenza massima di 185 CV e coppia massima di 190 Nm con un peso a vuoto di 1030 kg e di 1190 kg equipaggio. La carrozzeria è meno estrema rispetto alla T16 e non presenta grosse differenze rispetto alla 208 GTi di serie, con solo gli specchietti laterali più piccoli e posti più indietro, per la piccola presa d'aria sul tetto e per l'assetto irrigidito e ribassato.

### Peugeot 208 WRX

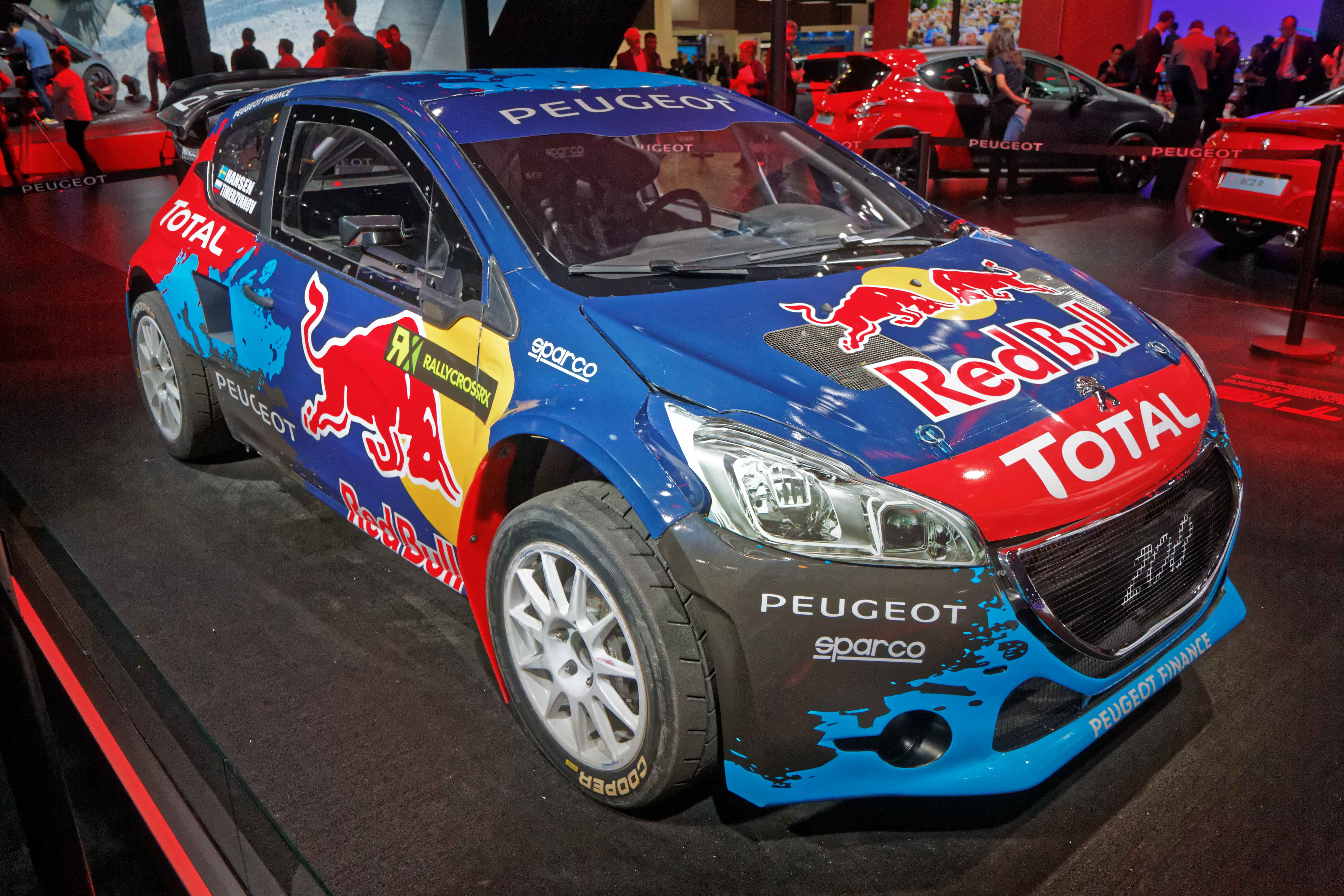
Peugeot 208 WRX al Salone di Parigi del 2014

La Peugeot è ufficialmente impegnata nel FIA World Championship Rallycross (WorldRX) dal campionato del 2014, con il team Hansen Motorsport. La WRX 208 è vicina a una autovettura per il Campionato del Mondo Rally, ma il 2.0 litri turbo, sviluppato dallo specialista francese dei motori da competizione Oreca, produce qui quasi 600 cavalli e 860 Nm di coppia, che porta a elevare notevolmente le prestazioni rispetto a una vettura da WRC. I piloti Peugeot della stagione 2014 sono stati il russo Timur Timerzyanov e lo svedese Timmy Hansen, che diede il nome alla squadra (Team Peugeot Hansen).
Peugeot ha vinto il titolo costruttori nel 2015, con una vettura modificata rispetto alla versione 2014 (attraverso la sostituzione dell'asse anteriore ripreso dalla 208 T16 ma dalla ciclistica specifica) con Timmy Hansen e il francese Davy Jeanney. il 29 febbraio 2016, a pochi giorni di apertura del Salone di Ginevra, Peugeot ha annunciato l'arrivo di Sébastien Loeb nella squadra.